# Kawasaki Ki-48
El Kawasaki Ki-48 (九九式双発軽爆撃機 'Sokei' Bombardero bimotor del Ejército Tipo 99) fue un bombardero ligero japonés de la Segunda Guerra Mundial. El nombre en código aliado era Lily.

## Diseño y desarrollo
En 1937 Kawasaki recibió una solicitud del Ejército Imperial Japonés para un bombardero ligero bimotor que alcanzara una velocidad de 408 km/h a 3.000 m de altitud y con techo de vuelo de 5.000 m. Estaba inspirado en el Tupolev SB ruso. Era un monoplano cuatriplaza de ala media cantilever, con tren de aterrizaje retráctil y patín de cola, estando propulsado en principio por dos motores radiales Nakajima Ha-25 de 950 cv, contando con bodega de armas. El primer prototipo de los cuatro solicitados, voló por primera vez en julio de 1939; pasadas las pertinentes evaluaciones y solventados algunos problemas de diseño, se ordenó su puesta en producción con la designación oficial de Bombardero Ligero Bimotor del Ejército Tipo 99 Modelo 1A. A raíz de la experiencia operacional y en vista de varias deficiencias observadas, a principios de 1942, se desarrolló una versión mejorada denominada Ki-48-II provista de depósitos de combustible y el habitáculo de la tripulación blindados, asimismo se le instalaron motores de mayor potencia Nakajima Ha-115 de 1.150 cv, entrando en producción en la primavera de 1942 con la designación de Bombardero Ligero Bimotor del Ejército Tipo 99 Modelo 2A.

## Historial operacional
El Ki-48 fue usado por primera vez en China en el otoño de 1940. Asimismo fue ampliamente usado en Birmania, las Filipinas, Malasia, Nueva Guinea y las Islas Salomón . Los modelos Ia y Ib estaban mal armados y eran lentos, pero pronto fueron sustituidos por los más efectivos IIa e IIc que se mantuvieron en servicio hasta el final de la guerra. Su actuación en las fases iniciales de la guerra en el Pacífico demostraron su carencia de velocidad para escapar de los cazas de los Aliados; este problema intento ser solucionado con el desarrollo del mejorado Ki-48-II, sin embargo, aun así, estos aparatos siguieron adoleciendo de las suficientes prestaciones para defenderse de los nuevos cazas aliados, por ello, a finales de 1944 estaban totalmente obsoletos.
Todos los modelos continuaron en servicio hasta la Batalla de Okinawa, cuando muchos de ellos fueron convertidos en aviones suicidas (Ki-48IIKAI-Tai-Atari) armados con una bomba de 800 kg.

## Unidad de ataque especial Ki-48
El 16 de enero de 1945 la British Pacific Fleet partió de Ceilán con rumbo a Australia para bombardear las refinerías de Palembang , Indonesia. El día 29, 7 Ki-48 de la unidad de ataque especial del Ejército Shichisi Mitate Tokubetsu Kogeki Tai atacaron a los buques británicos. El radar de estos pronto detectó los aviones enemigos y comenzaron a despegar cazas Seafire, Corsair y Hellcat a la vez que los barcos abrían fuego de forma masiva. Pronto los Ki-48 fueron derribados. Un Spitfire quedó gravemente dañado al chocar con un Ki-48 y un Hellcat fue derribado por el fuego antiaéreo de su propio portaaviones.

### Variantes
- Ki-48: designación de cuatro prototipos y cinco aparatos de preserie
- Ki-48-Ia: versión inicial de serie, armada con tres ametralladoras de 7,7 mm en afustes móviles en el morro y posiciones dorsal y ventral, más una carga máxima de 400 kg de bombas
- Ki-48-Ib: variante del Ki-48-Ia con modificaciones menores y mejoras de detalle; la producción de Ki-48-Ia y Ki-48-Ib totalizó 557 ejemplares
- Ki-48-II: prototipos. 3 construidos
- Ki-48IIa: primera versión de serie del Ki-48-II. Fuselaje alargado, armamento y blindaje igual que el Ki-48-Ia, carga de bombas aumentada a 800 kg
- Ki-48-IIb: versión de serie similar al Ki-48-IIa, para bombardeo en picado equipada con fuselaje reforzado y frenos de picado en el intradós de cada sección exterior de las alas.
- Ki-48-IIc: armamento defensivo reforzado con otra ametralladora de 12,7 mm. Entró en servicio en 1943
- Ki-48IIKAI Tai-Atari: versión biplaza para ataques kamikaze equipada con 800 kg de explosivo
- Ki-81: versión proyectada de un aparato pesadamente blindado. No construido
- Ki-174: versión monoplaza para ataques suicidas. No se construyó

### Sobrevivientes
Una réplica de un Ki-48 se encuentra en el China Aviation Museum. El Museo de la Fuerza Aérea Indonesa admite tener Ki-48 en su colección.

## Operadores

### Tiempo de guerra
- Japón

### Posguerra
- China: Operó aviones capturados después de la guerra y los utilizó como entrenadores. El último Ki-48 fue dado de baja en 1952.
- Indonesia: Operó un avión capturado después de la guerra.
- República de China: Operó aviones capturados después de la guerra.

- Datos: Q703175
- Multimedia: Kawasaki Ki-48 / Q703175